# Tapesia fusca
Tapesia fusca (Pers.) Fuckel – gatunek grzybów z rodziny Mollisiaceae.

## Systematyka i nazewnictwo
Pozycja w klasyfikacji według Index Fungorum: Trichobelonium, Mollisiaceae, Helotiales, Leotiomycetidae, Leotiomycetes, Pezizomycotina, Ascomycota, Fungi.
Po raz pierwszy opisał go w 1795 roku Christiaan Hendrik Persoon, nadając mu nazwę Peziza fusca. Obecną, uznaną przez Index Fungorum nazwę, nadał mu w 1870 r. Karl Wilhelm Gottlieb Leopold Fuckel, przenosząc go do rodzaju Tapesia. Ma kilkanaście synonimów nazwy naukowej.

## Morfologia
Owocnik
Apotecja o średnicy 1–2 mm, bez trzonu, początkowo kuliste, później w kształcie miseczki, spoczywające na wyraźnym, filcowatym, brązowoczarnym subikulum. Hymenium gładkie, niebieskawoszary do szaroochrowego, nieco jaśniejsze na brzegu. Powierzchnia zewnętrzna bezbarwna.
Cechy mikroskopowe
Worki, 45–62 × 5–7 μm, z wierzchołkowym aparatem apikalnym i 8 askosporami w dwóch rzędach. Askospory cylindryczno-wrzecionowate, gładkie, bez przegród i gutuli, szkliste, 8–15 × 1,8–3 μm.

## Występowanie i siedlisko
Znane jest występowanie Tapesia fusca w Ameryce Północnej, Środkowej i Południowej, w Europie i Azji. Najwięcej stanowisk podano w Europie. W Polsce M.A. Chmiel w 2006 r. przytoczyła kilkanaście stanowisk, w późniejszych latach podano następne.
Nadrzewny grzyb saprotroficzny występujący na gałęziach i gałązkach drzew liściastych.